# The Blood Bond (film 2010)
The Blood Bond è un film del 2010 diretto da Michael Biehn e da Antony Szeto.

## Trama
La storia segue una ricerca per salvare un leader spirituale asiatico di nome Lompoc, il cui raro gruppo sanguigno ha un solo donatore rimasto in vita nella nazione immaginaria di Bandanesia, devastata dalla guerra.